# جغرافيا تشاد

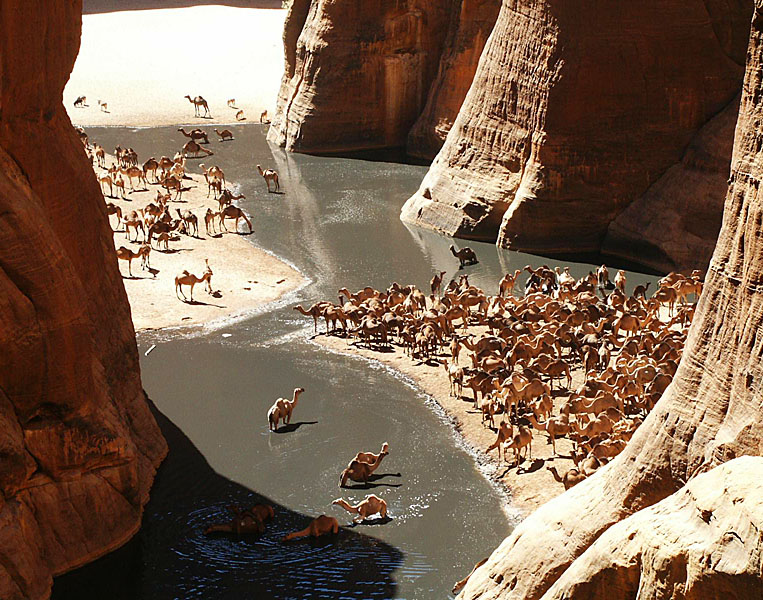
قلتة آرشي الشهيرة

تقع جمهورية تشاد في وسط القارة الأفريقية ويحدها من الشرق السودان، ومن الشمال ليبيا ومن الغرب النيجر والكميرون ونيجيريا ومن الجنوب جمهورية أفريقيا الوسطى. تعتبر تشاد دولة داخلية لا تطل على بحر أو محيط خارجي، ويخترق تشاد نهران موسميان هما لوغون وشاري يلتقيان في العاصمة إنجمينا ويصبان في بحيرة تشاد الواقعة شمال غرب العاصمة أنجمينا.
يتكون معظم القطر من أرض صحراء جافة، وهضاب صخرية. وسلسلة جبال تبستي في شمال غربي تشاد بها أعلى قمة في البلاد وهي قمة جبل إمي كوسي. ويبلغ ارتفاع الجبل 3,415م فوق مستوى سطح البحر. وتعزل مساحة كبيرة من السافانا في وسط تشاد الصحراء الشاسعة في الشمال، والتي تشكل جزءًا من الصحراء الكبرى عن منطقة صغيرة خصيبة جدًا في الجنوب.

## التضاريس
سطح الأرض التشادية انعكاس للوحدات البنائية التكتونية المكونة للجزء الأوسط من إفريقية، الذي يتألف من حوض داخلي ضخم يشغل المقعر (السانكلياني) التشادي، ومن أجزاء الركائز القديمة التابعة للصفيحة الإفريقية المحيطة بالحوض من جهات الشمال والشرق والجنوب إضافة إلى ركائز النيجر الواقعة في الغرب خارج حدود جمهورية تشاد. وتبعاً لذلك تنتشر في تشاد صخور تعود إلى حقبة ما قبل الكامبري إضافة إلى الصخور الاندفاعية والصخور الرسوبية من الحقب الثاني الجيولوجي في شمالي البلاد وشرقيها. أما الصخور الأوسع انتشاراً فهي العائدة إلى الحقب الرابع الجيولوجي، وأغلبها من الرمال المغشية للأراضي التشادية الداخلية والغربية وحوض نهر شاري وبحيرة تشاد.